# 土田七
土田七（学名：Stahlianthus involucratus）为姜科土田七属下的一个种。

## 扩展阅读
- 維基物種上的相關：土田七